# تشم باغ عليا (مقاطعة دورة)
تشم باغ عليا (بالفارسية: چم باغ علیا) هي قرية تقع في قسم ويسيان الريفي (مقاطعة دورة) في إيران. يقدر عدد سكانها بـ 30 نسمة بحسب إحصاء 2016.